# Tricyphona (Tricyphona) congrua
Tricyphona (Tricyphona) congrua is een tweevleugelige uit de familie Pediciidae. De soort komt voor in het Australaziatisch gebied.